# 1961 en France
Chronologie de la France
- 1957
- 1958
- 1959
- 1960
- 1961
- 1962
- 1963
- 1964
- 1965

Cet article présente les faits marquants de l'année 1961 en France.

## Événements

### Janvier
- 8 janvier : lors du référendum sur l'autodétermination, la politique algérienne de de Gaulle est approuvée par 75,25 % des suffrages exprimés en métropole et 69,09 % en Algérie[1].
- 19 janvier : manifeste de onze organisations politiques et syndicales demandant une négociation entre le gouvernement français et le GPRA[2].
- 25 janvier : 
  - l’avocat Pierre Popie, un pied-noir libéral, est assassiné à Alger (premier meurtre revendiqué par les fondateurs de l’OAS)[1].
  - accords franco-espagnol relatifs aux travailleurs permanents, saisonniers et frontaliers[3] ; Ils favorisent l'immigration espagnole en France.

### Février
- 11 février : création à Madrid de l’Organisation armée secrète (OAS) par Pierre Lagaillarde et Jean-Jacques Susini pour défendre l’Algérie française[4].
- 15 février : éclipse solaire totale visible dans le Sud[5].
- 20 - 22 février : des contacts secrets sont établis en Suisse entre Georges Pompidou et Ahmed Boumendjel du Gouvernement provisoire de la République algérienne[6].
- 23-24 février : limogeage de Laurent Casanova et Marcel Servin, membres du bureau politique du PCF accusés d'une « activité fractionnelle »[7].
- 24 février : inauguration de l'aérogare d'Orly (dit, plus tard, Orly-Sud) par le président de Gaulle[8].

### Mars
- 1er - 3 mars : réunion de la soixante-quatorzième Assemblée des cardinaux et archevêques de France[9] ; elle est à l'initiative de la création du CCF, qui devient en 1965 le Comité catholique contre la faim et pour le développement, aujourd'hui CCFD-Terre solidaire[10].
- 2 mars : acquittement des accusés présents au « procès des barricades »[11].
- 10 mars : sortie à Paris de Rocco et ses frères (Rocco e i suoi fratelli) film franco-italien de Luchino Visconti[12].
- 17 mars : annonce des pourparlers d'Evian entre la France et le GPRA[13].
- 22 mars : sortie de La Princesse de Clèves (La principessa di Cleves), film franco-italien de Jean Delannoy[14].
- 24 mars : la répression d'une grève des ouvriers agricoles au Lamentin en Guadeloupe  fait trois morts[15].

### Avril
- 10 avril : le premier tract de l’OAS est distribué à Alger. « L’OAS frappe où elle veut et quand elle veut »[1].
- 11 avril : 
  - dans une conférence de presse, de Gaulle évoque le futur de l’Algérie en tant qu’État souverain. Il soutient que « La décolonisation est notre intérêt et par conséquent notre politique »[13].
  - création à Fribourg par des dissidents du MNA du Front algérien d'action démocratique (FAAD), organisation contrôlée par la SDECE[16].
- 21 - 26 avril : tentative de putsch des généraux à Alger. Dans la nuit du 21 au 22 avril les généraux Challe, Jouhaud, Zeller, rejoint par le général Salan le 23 avril, parviennent à soulever plusieurs régiments dans un coup de force pour s’opposer à la politique algérienne du général de Gaulle. Le 1er régiment étranger de parachutistes commandé par Hélie de Saint-Marc prend le contrôle de la ville. Le putsch dure quatre jours avant son échec[1].
- 23 avril : dans une allocution télévisée, Charles de Gaulle condamne le « quarteron des généraux en retraite » et s’attribue les pleins pouvoirs en vertu de l’article 16 de la Constitution[1].
- 25 avril : opération gerboise verte, dernier essai nucléaire français atmosphérique tiré à Reggane en Algérie[17].
- 25-26 avril : la sédition des généraux prend fin : Gouraud, Challe, puis Zeller se constituent prisonniers[1].

### Mai
- 11-14 mai : XVIe congrès du Parti communiste français à Saint-Denis[18]. Waldeck Rochet devient secrétaire général adjoint aux côtés de Maurice Thorez.
- 20 mai-13 juin : échec de la première conférence d’Évian sur l’Algérie[19] entre une délégation du gouvernement français, conduite par Louis Joxe, et une délégation du GPRA.

- 27 mai : les agriculteurs de Pont-l'Abbé répandent en ville leur production excédentaire de pommes de terre et les arrosent de gas-oil pour protester contre l'effondrement des cours[22].
- 29 mai : le général Salan prend la tête de l’Organisation armée secrète[23].
- 31 mai : les généraux Maurice Challe et André Zeller sont condamnés à quinze ans de détention[13]. Ils sont graciés le 23 décembre 1966.

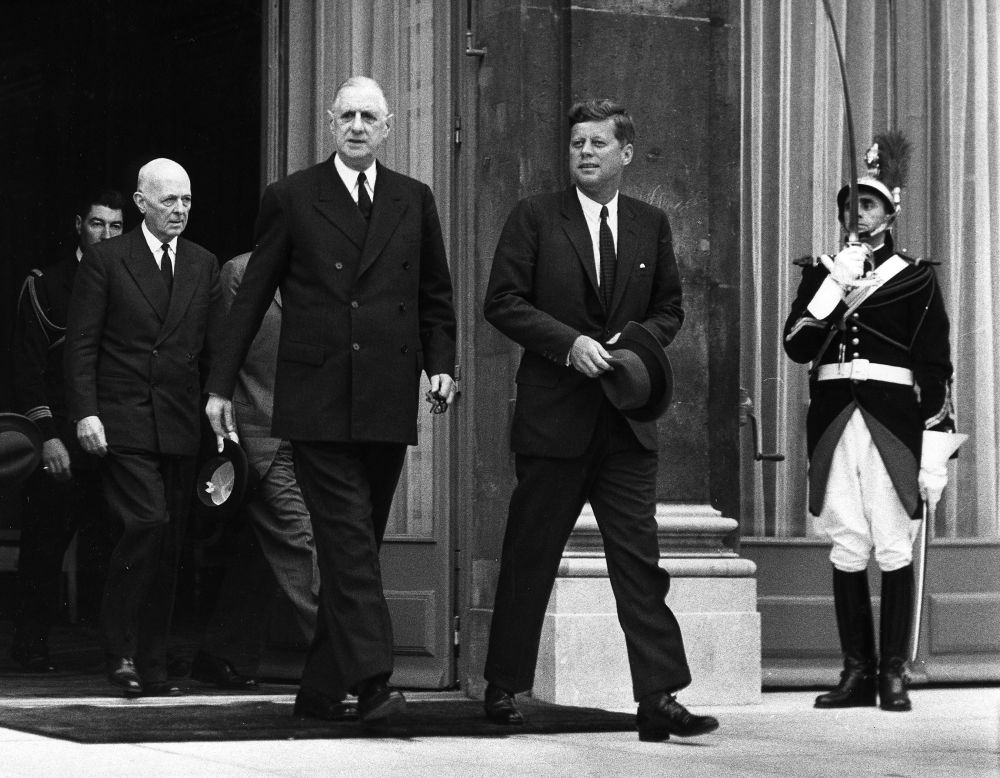
Kennedy et De Gaulle devant l'Élysée le 2 juin.

- 31 mai au 2 juin : visite en France du président Kennedy[24].

- Création à Paris des Mardis de l'ESSEC, qui deviendra la première tribune étudiante de France. L'organiste Marie-Claire Alain et la première invitée[25].

### Juin
- 4 et 11 juin : élections cantonales[26].

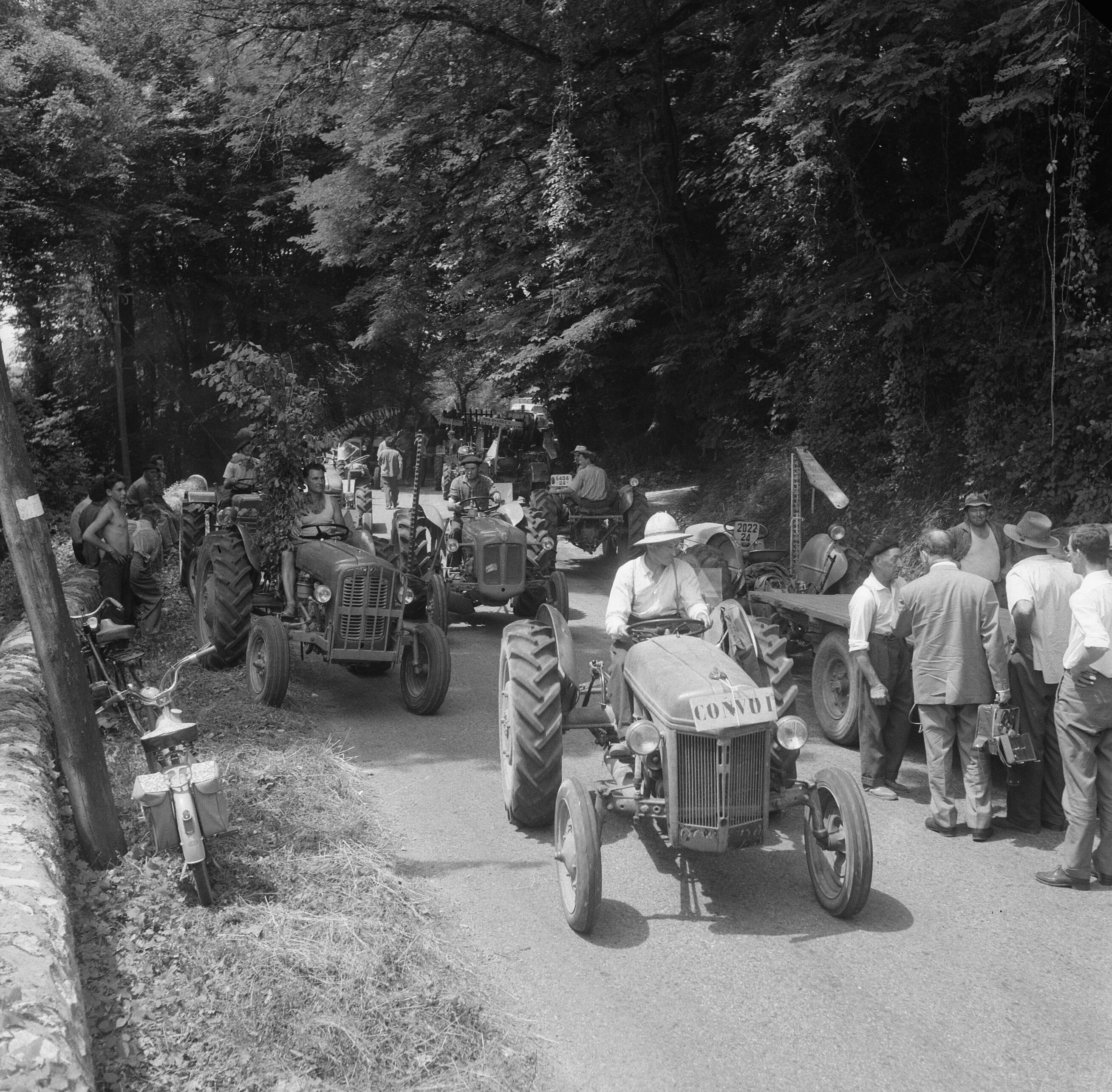
Barrage d'agriculteurs sur une route de Dordogne, en solidarité avec leurs collègues bretons, le 24 juin.

- 8 juin : agitation paysanne. Prise de la sous-préfecture de Morlaix alors que trois ou quatre mille agriculteurs bouclent la ville[22].
- 13 juin : échec des premiers pourparlers de paix d'Évian[13] (ils n’aboutissent à des accords qu'après une deuxième session, l'année suivante).
- 18 juin : explosion d'une bombe posée par l'OAS sous un train Strasbourg-Paris à la hauteur de Vitry-le-François, 24 morts et 132 blessés[27].
- 24 juin : inauguration au Havre par André Malraux de la première maison de la culture][28].

- 25 juin : sortie du film L'Année dernière à Marienbad, d'Alain Resnais[29].

### Juillet
- 7 juillet :
  - assassinat de Dominique Bessard, une petite fille de sept ans ; début de l'affaire Deveaux, qui s'avère une erreur judiciaire[30].
  - mise en service du premier Mirage III qui permet à la France d'être le premier État européen à posséder des avions de chasse pouvant dépasser Mach 2[31].
- 11 juillet : les généraux Raoul Salan, Edmond Jouhaud et Paul Gardy sont condamnés à mort par contumace par le Haut Tribunal militaire[32].

- 12 juillet :
  - dans un discours radiotélévisé, De Gaulle déclare : « La France accepte sans aucune réserve que les populations algériennes constituent un État entièrement indépendant »[19]. Il évoque la partition du territoire afin de pouvoir regrouper les pieds-noirs[33].
  - décret instituant un Conseil supérieur du plan de développement économique et social, chargé de planifier les investissements économiques de l'État[34].

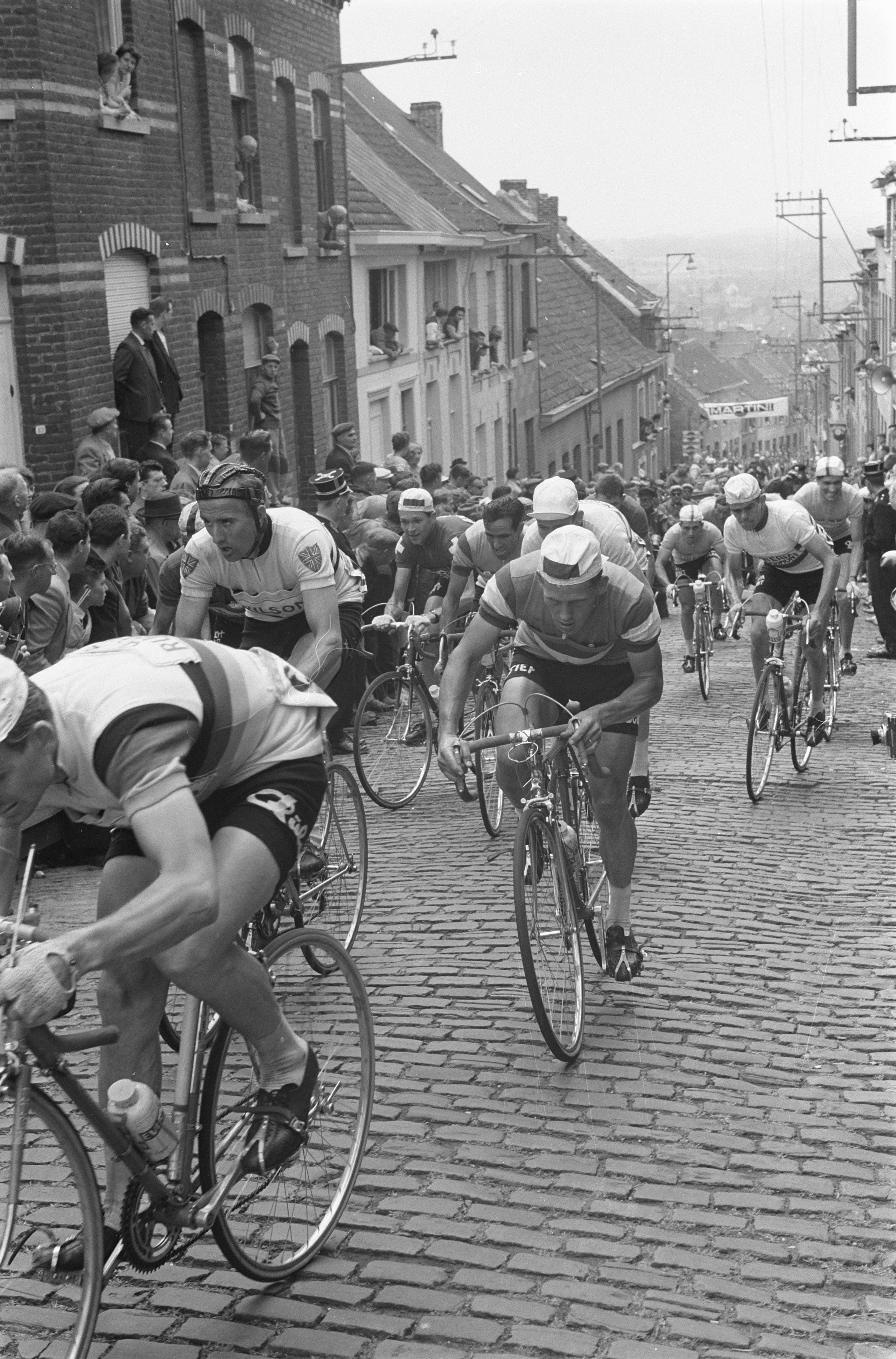
L'étape du tour de France Roubaix - Charleroi le 27 juin.

- 16 juillet : 2e victoire de Jacques Anquetil dans le Tour de France[35].
- 17 - 22 juillet, Tunisie : crise de Bizerte. Revendiquant la base de Bizerte, le président Bourguiba poste ses troupes autour des installations françaises : un affrontement sanglant s’ensuit. La Tunisie rompt les relations diplomatiques avec la France et saisit le Conseil de sécurité des Nations unies (résolution 164). Le 29 septembre, un accord prévoit l’évacuation de la base par la France[36].
- Nuit du 23 au 24 juillet : « Nuit des paras » à Montigny-les-Metz puis à Metz ; à la suite d'un incident sanglant dans une boite de nuit, un groupe de parachutistes attaque la communauté maghrébine de Metz[37].
- 28 juillet : sortie de L'Atlantide (Antinea, l'amante della città sepolta), film franco-italien réalisé par Edgar G. Ulmer et Giuseppe Masini[38].
- 29 juillet : Wallis-et-Futuna devient un territoire d'outre-mer[39].

### Août
- 26 août : sortie du film Le Cave se rebiffe, de Gilles Grangier, dialogues de Michel Audiard[40].
- 29 août : De Gaulle adresse ses instructions au premier ministre Michel Debré et au ministre d’État, chargé des affaires algériennes, Louis Joxe : « Vis-à-vis de l'Algérie, notre politique est celle du dégagement »[41]. Depuis le début du mois de juillet, les troupes françaises se retirent progressivement d’Algérie[42].

### Septembre

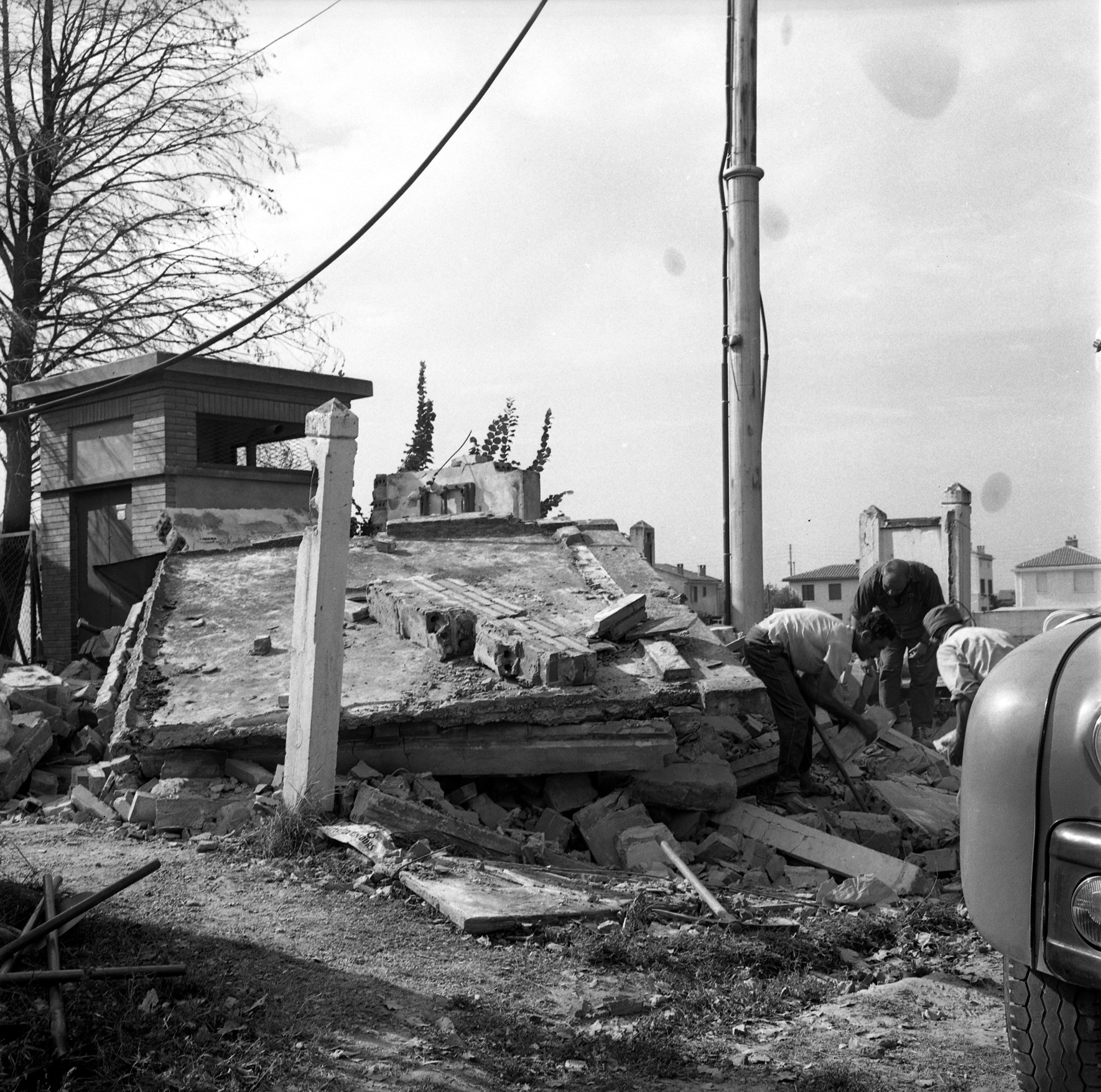
Vue d'un bâtiment détruit lors d'un attentat de l'OAS dans le quartier Bellevue à Toulouse le 27 septembre 1961.

- 5 septembre : de Gaulle admet les prétentions algériennes sur le Sahara. La négociation avec le Gouvernement provisoire de la République algérienne (GPRA) reprend le 9 décembre[19].
- 6 septembre : sortie du film Le Miracle des loups, d'André Hunebelle[43].
- 8 septembre : attentat manqué contre le général Charles de Gaulle à Pont-sur-Seine, sur la route de Colombey-les-deux-Églises[13].
- 11 - 12 septembre : graves incidents dans le quartier juif d’Oran[44].
- 12 septembre : graves incidents à Bab El-Oued[45].
- 21 septembre : lancement mondial officiel au Salon de l'automobile de Francfort de la Renault 4, qui va devenir la deuxième voiture française la plus produite de l'histoire.
- 22 septembre : sortie du film franco-italien Les Mongols (I Mongoli), réalisé par André de Toth et Riccardo Freda[46].

### Octobre
- 4 octobre :
  - ouverture du salon de l'automobile, dit « Salon de la petite voiture ». Présentation de la Simca 1000, de la Citroën Ami 6 de la Renault 4[47].
  - sortie du film franco-italien Le Rendez-vous (L'appuntamento), de Jean Delannoy[48].
- 5 octobre : en réponse aux attentats perpétrés en France par le FLN, le Préfet de police de Paris Maurice Papon impose un couvre-feu discriminatoire de 20 h 30 à 5 h 30 aux Français musulmans d'Algérie et la fermeture de leurs débits de boisson après 19 h[49].
- 17 octobre : manifestation pacifique d'Algériens à Paris pour protester contre l'instauration du couvre-feu. La police tire sur la foule[49]. Le lendemain, Le Monde annonce deux morts parmi les manifestants. Le bilan officiel est de six morts et 40 blessés, le FLN parle de 200 morts et 400 disparus. Après l'ouverture des archives dans les années 1990, les historiens estiment entre 48 et 200 personnes le nombre de tués, des centaines de blessés. Des corps auraient été jetés  dans la Seine[50],[13].
- 24 octobre : le ministre de la France d'outre-mer, Louis Jacquinot, assure au député de la Nouvelle-Calédonie Maurice Lenormand que « jamais » des essais nucléaires ne se dérouleront en Polynésie[51].

### Novembre
- 1er novembre : le GPRA organise en Algérie une journée pour l'indépendance pour commémorer l’insurrection de 1954[52].
- 2-20 novembre : Ben Bella et les détenus algériens en France font la grève de la faim pour obtenir le statut de prisonnier politique[53].
- 7 novembre : décret précisant le statut des harkis[13].

### Décembre
- 8 décembre : un accord syndical permet la généralisation des retraites complémentaires des salariés (1957-1961)[54].

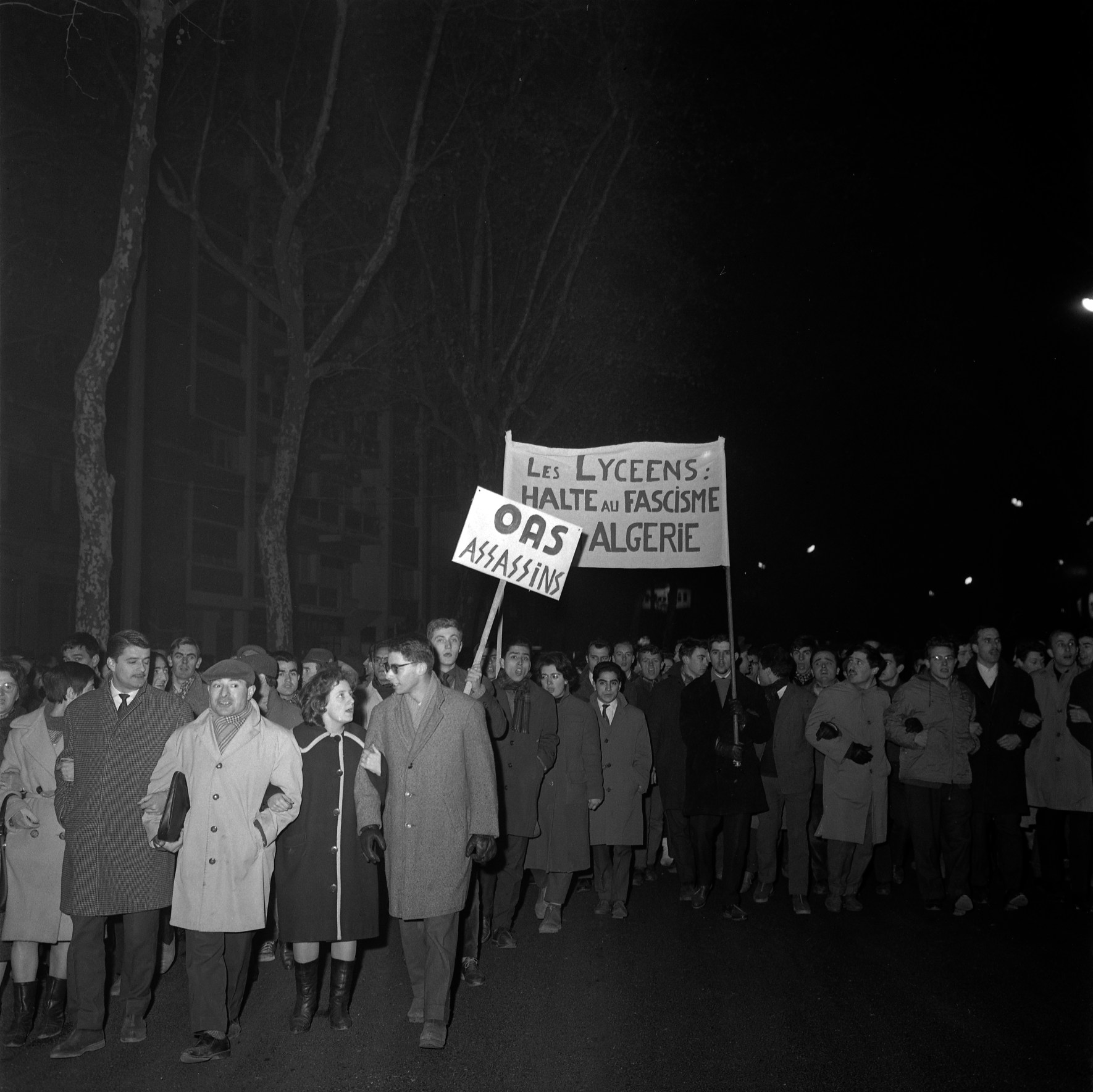
Manifestation anti OAS dans les rues de Toulouse le 11 décembre.

- 19 décembre : journée nationale contre l'OAS et pour la négociation avec le GPRA à l'appel des syndicats CGT, CFTC, UNEF, du PSU et du PCF[13].
- 19 décembre-23 février 1962 : grève des mineurs de Decazeville contre le plan de restructuration mis en place par le ministre Jean-Marcel Jeanneney[55]. Après 66 jours, les grévistes obtiennent qu'il n'y ait pas de licenciements sans mesures de reclassement, mais ne peuvent pas empêcher la fermeture de la mine[56].

## Naissances en 1961
- 8 février : Marc Andréoni, acteur français.
- 26 février : Virginie Lemoine, humoriste et comédienne.
- 2 avril : Marie-Ange Nardi, animatrice de télévision.
- 7 avril : Pascal Olmeta, gardien de but de football.
- 2 juillet : Samy Naceri, acteur et producteur.
- 8 juillet : Valérie Benguigui, actrice française († 2 septembre 2013).
- 18 août : Daniela Lumbroso, animatrice et productrice.
- 26 août : Daniel Lévi, auteur, compositeur et interprète.
- 1er septembre : Tonino Benacquista, écrivain, scénariste.
- 15 septembre : Christian Donzé, nageur et entraîneur.
- 9 octobre : Sanseverino, auteur, compositeur et interprète.
- 6 novembre : Florent Pagny, chanteur, auteur-compositeur et acteur français.
- 14 novembre : Nagui, animateur, producteur et comédien.

## Décès en 1961
- 1er juillet : Louis-Ferdinand Céline, écrivain.
- 24 septembre : Charles Bareiss, résistant alsacien pendant la Seconde Guerre mondiale (°4 octobre 1904).
- 6 décembre : Frantz Fanon, psychiatre et essayiste français.